# El Outaya
El Outaya ou El Ouitaya (em árabe: الوطاية) é uma cidade e comuna localizada na província de Biskra, Argélia. Segundo o censo de 2008, a população total da cidade era de 11 155 habitantes.